# حقل عطارد المغناطيسي
يمثل المجال المغناطيسي لعطارد تقريبًا ثنائيات أقطاب مغناطيسية (بمعنى أن الحقل لا يحتوي إلا على قطبين مغنطيسيين) ما يبدو عالميًا، على كوكب عطارد. أدت بيانات مارينر 10 إلى اكتشافها في عام 1974؛ المركبة الفضائية تقيس شدة المجال بنسبة 1.1٪ من المجال المغناطيسي للأرض. يمكن تفسير أصل المجال المغناطيسي بنظرية دينامو. المجال المغناطيسي قوي بما يكفي بالقرب من صدمة القوس لإبطاء الرياح الشمسية، والتي تحفز الغلاف المغناطيسي.

## القوة
المجال المغناطيسي قوته حوالي 1.1٪ من قوة المجال المغناطيسي للأرض. تبلغ القوة النسبية للحقل المغناطيسي حوالي 300 نانوتسلا، وهو أضعف من قمر كوكب المشتري غانيميد. يعد المجال المغناطيسي لكوكب عطارد أضعف من الأرض لأن النواة قد تم تبريدها وفتصلب بسرعة أكبر من الأرض. على الرغم من أن المجال المغناطيسي لعطارد أضعف بكثير من المجال المغناطيسي للأرض، إلا أنه لا يزال قوياً بما يكفي لتشتيت الريح الشمسية، مما يحفز الغلاف المغناطيسي. نظرًا لأن المجال المغناطيسي لعطارد ضعيف بينما يكون المجال المغنطيسي بين الكواكب الذي يتفاعل معه في مداره قويًا نسبيًا، فإن الضغط الديناميكي للرياح الشمسية في مدار عطارد أكبر بثلاثة أضعاف أيضًا من الأرض.
سواء كان المجال المغناطيسي قد تغير إلى أي درجة كبيرة بين مهمة مارينر 10 ومهمة ماسنجر يبقى سؤالًا مفتوحًا. في عام 1988، لاحظت J.E.P .Connerney و.N.F Ness استعراض للبيانات المغناطيسية لـ مارينر ثماني ورقات مختلفة عرضت فيها ما لا يقل عن خمسة عشر من المعادلات الرياضية مختلفة حول الحقل المغناطيسي مستمدة من التحليلات توافقية كروية لمسبارين فضائيين من نوع مارينر 10، مع الإبلاغ عن ثنائي القطب المغناطيسي المركزة لحظات تتراوح من 136 إلى 350 nT-R M 3
(RM هو دائرة نصف قطرها عطارد 2436   كم). بالإضافة إلى ذلك، أشاروا إلى أن "تقديرات ثنائي القطب الذي تم الحصول عليه من مواضع صدمة القوس و / أو امواقف الانفصال المغناطيسي (فقط) يتراوح ما يقرب من 200 nT-R M 3 (راسيل 1977) إلى حوالي 400 nT-R M 3 (سلافان وهولزر 1979). واستنتجوا أن "عدم وجود اتفاق بين النماذج يرجع إلى القيود الأساسية التي يفرضها التوزيع المكاني للرصدات المتاحة."  أندرسون وآخرون. 2011، باستخدام بيانات ماسنجر عالية الجودة من العديد من المدارات حول كوكب عطارد - على عكس عدد قليل من المساير الفضائية عالي السرعة - وجدت أن لحظة ثنائي القطب هي 195 ± 10 nT-R M 3.
بعد اطلاق المسبار الفضائي ماسنجر كشفت ناسا من خلال تحليل الصور، أن قشرة عطارد رقيقة عند القطب، وأكثر سمكاً في المرتفعات، وهذا يشير إلى إمكانية وجود الماء في الكوكب.

## اكتشاف

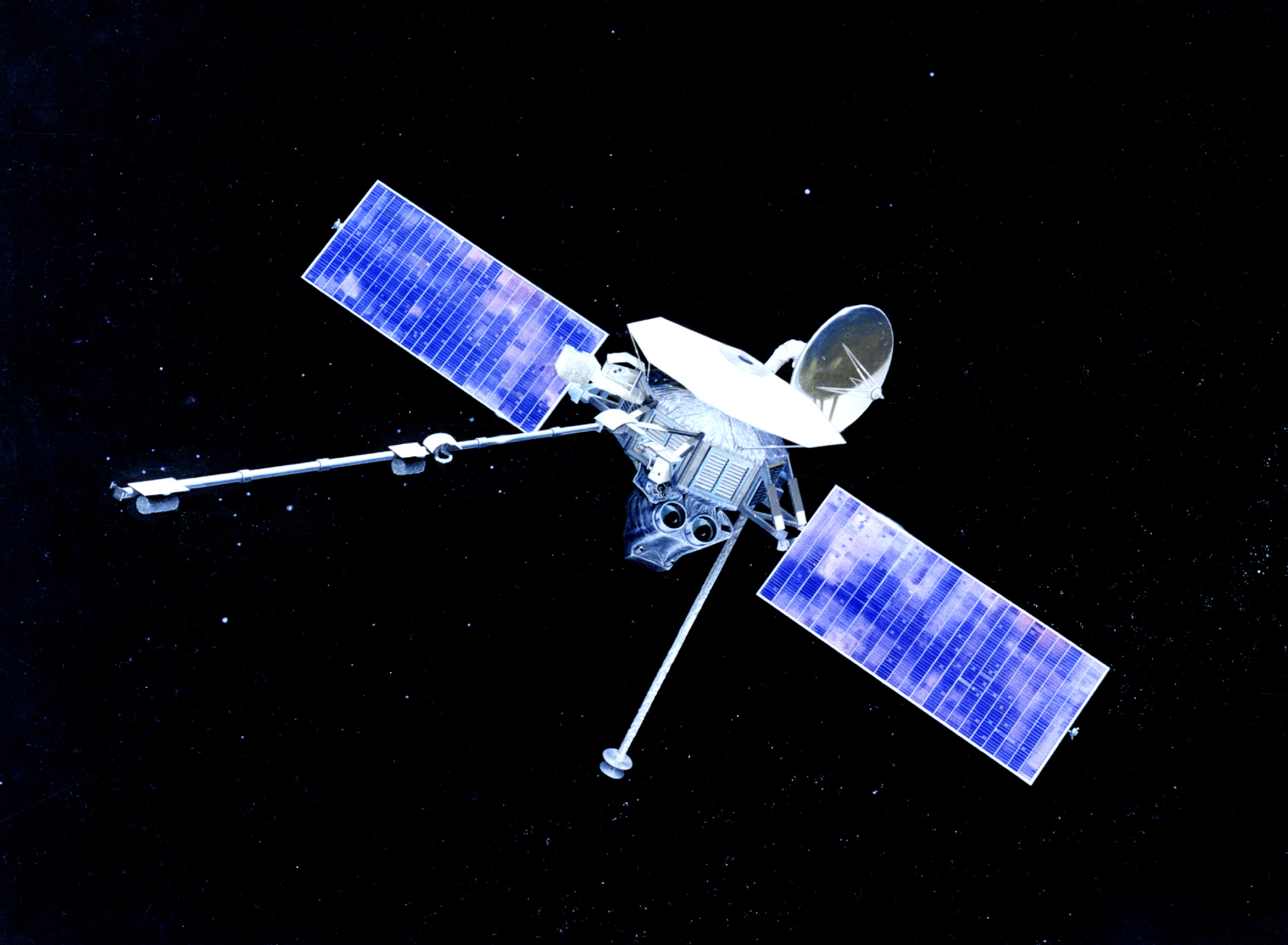
أدت بيانات مارينر 10 إلى اكتشاف المجال المغناطيسي لعطارد.

قبل عام 1974، كان يعتقد أن كوكب عطارد لا تستطيع توليد حقل مغناطيسي بسبب قطرها الصغير نسبياً وعدم وجود غلاف جوي. ومع ذلك، عندما قامت مارينر 10 بالتحليق حول كوكب عطارد (في مكان ما حوالي أبريل 1974)، واكتشفت مجالًا مغناطيسيًا يبلغ حوالي 1/100 الحجم الكلي للحقل المغناطيسي للأرض. لكن هذه التمريرات وفرت قيودًا ضعيفة على حجم المجال المغنطيسي الجوهري وتوجهه وبنيته التوافقية، ويرجع ذلك جزئيًا إلى أن تغطية مجال الكواكب كانت سيئة وبسبب عدم وجود ملاحظات متزامنة لكثافة وسرعة رقم الرياح الشمسية. منذ الاكتشاف، تلقى المجال المغناطيسي لعطارد قدراً كبيراً من الاهتمام، في الاساس بسبب صغر حجم كوكب عطارد ودورانه البطيء لمدة 59 يومًا.
يُعتقد أن المجال المغناطيسي نفسه ناشئ عن آلية دينامو، على الرغم من أن هذا غير مؤكد حتى الآن.

## أصول
يمكن تفسير أصول المجال المغناطيسي بنظرية دينامو؛ أي من خلال الحمل الحراري للحديد المنصهر بالكهرباء في القلب الخارجي للكوكب. يتم إنشاء دينامو بواسطة نواة حديدية كبيرة والتي غرقت إلى مركز كتلة كوكب، ولم يبرد على مر السنين، نواة خارجية لم يتم تصليبها تمامًا، وتدور حول الداخل. قبل اكتشاف مجالها المغناطيسي في عام 1974، كان يُعتقد أنه بسبب صغر حجم عطارد، فقد تم تبريد قلبه على مر السنين. لا تزال هناك صعوبات في هذه النظرية الديناميكية، بما في ذلك حقيقة أن عطارد لديه دوران بطيء لمدة 59 يومًا والذي لا يمكنة من تولييد مجال مغناطيسي.
ربما تكون هذه الدينامو أضعف من الأرض لأنها مدفوعة بالحمل الحراري التركيبي المرتبط بالتصلب الأساسي الداخلي. إن التدرج الحراري عند حدود الوشاح الأساسي يكون تحت اديباتيكي، وبالتالي فإن المنطقة الخارجية للنواة السائلة تكون طبقية بشكل ثابت مع دينامو تعمل فقط في العمق، حيث يتم إنشاء حقل قوي. بسبب الدوران البطيء للكوكب، يسيطر على الحقل المغناطيسي الناتج مكونات صغيرة الحجم تتقلب/تتذبذب بسرعة مع مرور الوقت. نظرًا للضعف في الحقل المغناطيسي الذي تم إنشاؤه داخليًا، من الممكن أيضًا أن يظهر الحقل المغناطيسي الناتج تيارات الفاصل المغناطيسي ردود فعل سلبية على عمليات الدينامو، وبالتالي يؤدي إلى إضعاف الحقل الكلي.

## الأقطاب المغناطيسية والقياس المغناطيسي

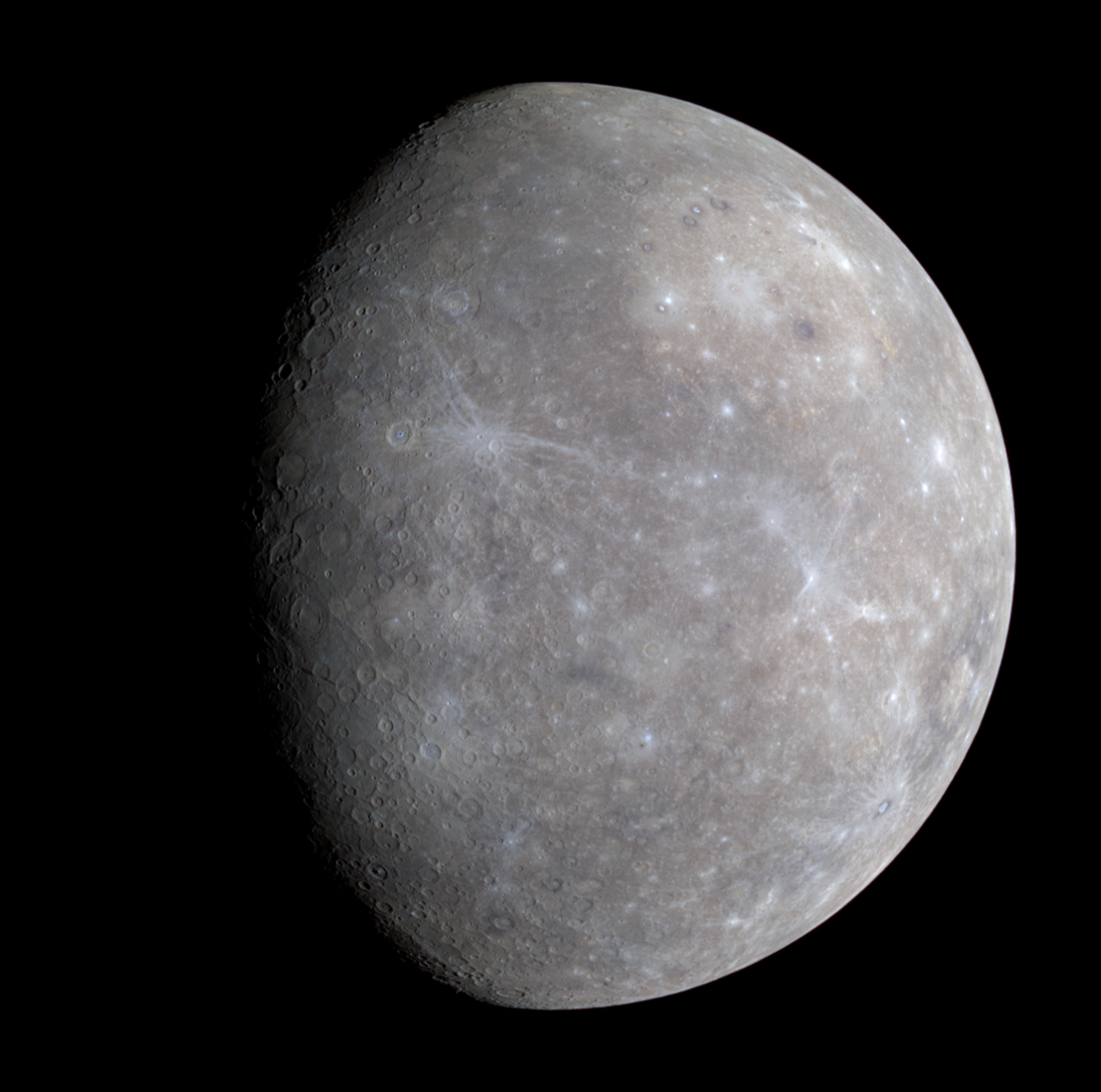
يميل المجال المغناطيسي لعطارد إلى أن يكون أقوى عند خط الاستواء منه في المناطق الأخرى من عطارد.

مثل كوكب الأرض، يميل الحقل المغناطيسي لعطارد،   مما يعني أن الأقطاب المغناطيسية غير موجودة في نفس منطقة القطبين الجغرافيين. نتيجة لعدم التماثل بين الشمال والجنوب في الحقل المغناطيسي الداخلي لعطارد، تختلف هندسة خطوط المجال المغناطيسي في المناطق القطبية الشمالية والجنوبية في عطارد. على وجه الخصوص، يكون «الغطاء القطبي» المغناطيسي حيث تكون خطوط الحقل مفتوحة للوسط بين الكواكب أكبر بكثير بالقرب من القطب الجنوبي. تدل هذه الهندسة على أن المنطقة القطبية الجنوبية معرضة أكثر بكثير من الشمال للجسيمات المشحونة التي يتم تسخينها وتسريعها بتفاعلات الغلاف الجوي للرياح الشمسية. قوة لحظة الرباعي وميل لحظة ثنائي القطب غير مقيدة تماما.
كانت هناك طرق مختلفة لقياس الحقل المغناطيسي لكوكب عطارد. بشكل عام، يكون مجال ثنائي القطب الداخلي المكافئ المستنتج أصغر عندما يتم تقديره على أساس حجم وشكل الغلاف المغناطيسي (حوالي 150–200 نانوتسلا ر 3). كشفت قياسات الرادار الأرضية الأخيرة لدوران كوكب عطارد عن حركة هزاز طفيفة تشرح أن نواة كوكب عطارد على الأقل جزئيًا منصهرة، مما يعني أن «الثلج» الحديد يساعد في الحفاظ على المجال المغناطيسي. كان من المتوقع أن تقوم المركبة الفضائية ماسنجر بأكثر من 500 مليون قياسات للحقل المغناطيسي لعطارد باستخدام مقياس المغنطيسية الحساسة. خلال أول 88 يومًا في مدار حول كوكب عطارد، أجرت المركبة الفضائية «ماسنجر» ست مجموعات مختلفة من قياسات المجال المغنطيسي أثناء مرورها الفاصل المغناطيسي لكوكب عطارد.

## خصائص الحقل

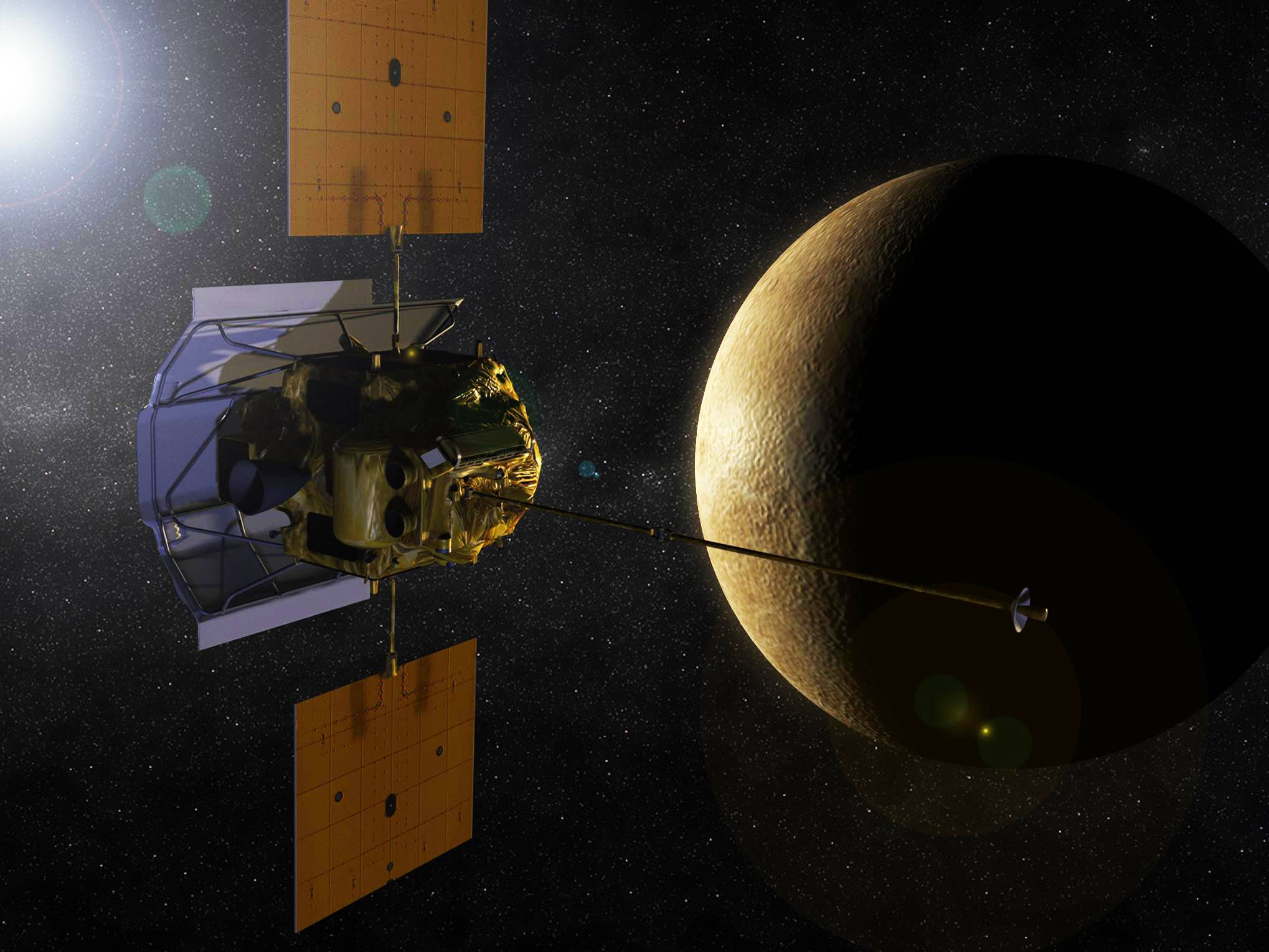
لاحظ المسبار الفضائي ماسنجر أن المجال المغناطيسي لعطارد هو المسؤول عن العديد من "الأعاصير" المغناطيسية - حزم ملتوية من الحقول المغناطيسية التي تربط مجال الكواكب بالفضاء بين الكواكب - التي يبلغ عرضها حوالي 800 كم أو ثلث إجمالي نصف قطر الكوكب.

لاحظ العلماء أن المجال المغناطيسي لكوكب عطارد يمكن أن يكون «متسربًا للغاية»، لأن المسبار الفضائي ماسنجر واجه «أعاصير مغناطيسية» خلال رحلته الثانية في 6 أكتوبر 2008، والتي يمكن أن تكمل الغلاف الجوي (أو «اكسوسفسر»- وهو غلاف جوي خارجي فوق ايونوسفير-، على النحو المشار إليه من قبل علماء الفلك). عندما عادت مارينر 10 وحلقت حول كوكب عطارد في عام 1974، قاست إشاراتها صدمة القوس، والمدخل والمخرج الفاصل المغناطيسي، وأن تجويف الغلاف المغناطيسي أصغر بنحو 20 مرة من سطح الأرض، وقد تلاشى كل ذلك خلال تحليق ماسنجر. على الرغم من أن الحقل يزيد قليلاً عن 1٪ من قوة الأرض، وكشف مارينر 10 (المسبار الفضائي) وقد اتخذ من بعض العلماء دليل على ذلك ان النواة الخارجية لكوكب عطارد لا تزال سائلة، أو سائلة جزئيًا على الأقل بالحديد وربما معادن أخرى.

### مهمةبيبي كولومبو
بيبيكولومبو هي مهمة مشتركة بين وكالة الفضاء الأوروبية (ESA) ووكالة استكشاف الفضاء اليابانية (JAXA) إلى كوكب عطارد. أطلقت في أكتوبر 2018. جزء من أهداف مهمته هو توضيح المجال المغناطيسي لعطارد.